# Bao La
Bao La là một xã thuộc huyện Mai Châu, tỉnh Hòa Bình, Việt Nam.

## Địa lý
Xã Bao La nằm ở phía tây huyện Mai Châu, có vị trí địa lý:
- Phía đông giáp xã Nà Phòn
- Phía tây giáp xã Cun Pheo
- Phía nam giáp tỉnh Thanh Hóa và xã Xăm Khòe
- Phía bắc giáp xã Đồng Tân và xã Pà Cò.

Xã Bao La có diện tích 38,31 km², dân số năm 2018 là 4.903 người, mật độ dân số đạt 128 người/km².

## Lịch sử
Ngày 21 tháng 9 năm 1956, Thủ tướng Chính phủ ban hành Nghị định số 1053-TTg chia huyện Mai Đà thành hai huyện Đà Bắc và Mai Châu, lúc bấy giờ Bao La là một trong năm xã của huyện Mai Châu.
Ngày 30 tháng 11 năm 1957, Ủy ban Hành chính Liên khu III quyết định chia xã Bao La thành 5 xã: Bao La, Cun Pheo, Hang Kia, Pà Cò và Piềng Vế.
Ngày 27 tháng 3 năm 1999, Chính phủ ban hành Nghị định 15/1999/NĐ-CP. Theo đó, thành lập xã Tân Sơn trên cơ sở 1.695,6 ha diện tích tự nhiên và 1.090 người của xã Bao La.
Sau khi điều chỉnh địa giới hành chính, xã Bao La còn lại 2.754,4 ha diện tích tự nhiên và 2.047 người.
Đến năm 2018, xã Bao La có diện tích 22,81 km², dân số là 2.365 người, mật độ dân số đạt 104 người/km². Xã Piềng Vế có diện tích 15,50 km², dân số là 2.538 người, mật độ dân số đạt 164 người/km².
Ngày 17 tháng 12 năm 2019, Ủy ban Thường vụ Quốc hội ban hành Nghị quyết số 830/NQ-UBTVQH14 về việc sắp xếp các đơn vị hành chính cấp huyện, cấp xã thuộc tỉnh Hòa Bình (nghị quyết có hiệu lực từ ngày 1 tháng 1 năm 2020). Theo đó, sáp nhập toàn bộ diện tích và dân số của xã Piềng Vế trở lại xã Bao La.